# トーンシン・タムマヴォン
トーンシン・タムマヴォン（Thongsing Thammavong, 1944年4月12日 - ）はラオスの政治家。ラオス人民革命党政治局員。第2代国民議会議長を務めた後、第6代首相を務めた。

## 経歴
トーンシン・タムマヴォンは1944年、フランス統治下にあったラオス北部のフアパン県に生まれた。ラオス内戦中の1959年8月18日から革命運動に参加。その間教職にもあり、1963年から1976年にかけて、フアパン県の中学校の校長や中等教育養成学校の校長を経た後、教育省職業訓練局次長を務めるなど、トーンシンは教育行政に携わった。ラオス人民民主共和国が建国された1976年から1982年まで教育省組織局長を務めた。
1982年4月、ラオス人民革命党第3回党大会において中央委員候補に選出され、党内序列第52位となる。のち、党中央委員に昇格。1982年から翌年にかけて党中央広報訓練委員会副委員長を務める。
1983年、カイソーン・ポムウィハーン内閣の文化大臣に任命され、1988年まで務めた。その間の1986年11月に開催された第4回党大会において中央委員に選出され、序列第37位となる。1989年5月29日、最高人民議会副議長に選出され、憲法起草委員会委員を兼ねた。
1991年3月、第5回党大会で政治局員に選出され、序列第11位に昇格。その後、最高人民議会議長代行を務めたトーンシンは、1992年には党組織委員会委員長に就任し、2001年まで務めた。1996年3月、第6回党大会で政治局員に再選され、序列第5位。さらに2001年3月の第7回党大会でも政治局員に再選され、序列第4位となる。2002年から2006年にかけてヴィエンチャン特別市市長兼党委員会書記を務めた。
2006年3月、第8回党大会で政治局員に再選され、序列第3位となる。同年4月30日、国民議会議員選挙にルアンパバーン選挙区から立候補し、当選。6月8日、第6期国民議会において議長に選出された。
2010年12月23日、ブアソーン・ブッパーヴァン首相の突然の辞任により、同日、第6代首相に任命された。
2015年3月に来日。
2016年1月の第10回党大会において党政治局から退き、党中央委員会顧問に選出された。同年4月、首相を退任。